# Eduardo Acosta
Eduardo José Acosta Méndez (Los Llanos de Aridane, 1948-Madrid ,19 de enero  de 2012) fue un filólogo, historiador, traductor, papirólogo, profesor universitario y helenista español, investigador y estudioso multidisciplinar que destacó por sus trabajos sobre Sócrates y Epicuro.

## Biografía
Inició sus estudios de Filosofía y Letras en la Universidad de La Laguna, para proseguir después en Barcelona, en la especialidad de Filología Clásica, donde terminó doctorándose en 1976 con la tesis Estudios sobre la génesis de la Ética a Epicuro —dos años antes había publicado, junto a Carlos García Gual, Ética de Epicuro—, con la que obtuvo el Premio Extraordinario y un Premio al mejor expediente académico. Su actividad investigadora y docente se desarrolla a partir de entonces entre Italia y España. Fue profesor visitante de la Universidad de Nápoles y también del Centro Internazionale per lo Studio dei Papiri Ercolanesi, donde sus trabajos fructificaron en la obra, Filodemo, testimonianze su Socrate, que escribió junto a Anna Angeli. A su regreso a España fue profesor de filología griega en la Universidad de Alcalá hasta su fallecimiento.

## Libros publicados
Fue autor de distintas libros, buena parte de ellos junto a otros autores, y fue también editor y/o traductor de algunas obras. Como investigador, fueron múltiples sus publicaciones en revistas especializadas.
- Ética de Epicuro, (junto con Carlos García Gual) (1974)
- Filósofos cínicos y cirenaicos (1977)
- Estudios sobre la moral de Epicuro y el Aristóteles esotérico (1977)
- Defensa de Epicuro contra la común opinión (como editor de la obra de Francisco de Quevedo) (1986)
- Filodemo, testimonianze su Socrate (junto con Anni Angeli) (1992)
- Médicos y Medicina en la Antigüedad Clásica (1999)
- Menéxeno (traducción del diálogo de Platón)

## Premios
- Premio Internacional de Papirología Theodor Momsen (1992)